# Isole Marshall ai Giochi della XXXII Olimpiade
Le Isole Marshall hanno partecipato ai Giochi della XXXII Olimpiade, che si sono svolti a Tokyo, Giappone, dal 23 luglio all'8 agosto 2021 (inizialmente erano previsti dal 24 luglio al 9 agosto 2020 ma sono stati posticipati per la pandemia di COVID-19). La delegazione era composta da due atleti, un uomo e una donna, entrambi impegnati nel nuoto.

## Delegazione
| Sport  | Uomini | Donne | Totale |
| ------ | ------ | ----- | ------ |
| Nuoto  | 1      | 1     | 2      |
| Totale | 1      | 1     | 2      |

## Risultati

### Nuoto
Maschile
| Atleta         | Evento            | Batterie | Batterie  | Semifinali  | Semifinali  | Finale      | Finale      |
| Atleta         | Evento            | Tempo    | Posizione | Tempo       | Posizione   | Tempo       | Posizione   |
| -------------- | ----------------- | -------- | --------- | ----------- | ----------- | ----------- | ----------- |
| Phillip Kinono | 50 m stile libero | 27.86    | 70º       | non qualif. | non qualif. | non qualif. | non qualif. |

Femminile
| Atleta           | Evento             | Batterie | Batterie  | Semifinali  | Semifinali  | Finale      | Finale      |
| Atleta           | Evento             | Tempo    | Posizione | Tempo       | Posizione   | Tempo       | Posizione   |
| ---------------- | ------------------ | -------- | --------- | ----------- | ----------- | ----------- | ----------- |
| Colleen Furgeson | 100 m stile libero | 58"71    | 44ª       | non qualif. | non qualif. | non qualif. | non qualif. |